# Xã Irving, Quận Montgomery, Illinois
Xã Irving (tiếng Anh: Irving Township) là một xã thuộc quận Montgomery, tiểu bang Illinois, Hoa Kỳ. Năm 2010, dân số của xã này là 1.006 người.